# قصيوم (ثمود)
'

تعديل مصدري - تعديل

قصيوم هي إحدى قرى عزلة ثمود بمديرية ثمود التابعة لمحافظة حضرموت، بلغ تعداد سكانها 205 نسمة حسب تعداد اليمن لعام 2004.